# Nachal Masach
Nachal Masach (hebrejsky נחל מסך) je vádí v jižním Izraeli, v severní části Negevské pouště.
Začíná v nadmořské výšce okolo 500 metrů ve vrchovině Giv'ot Masach. Směřuje pak k severozápadu pouštní planinou Bik'at Arad s rozptýleným beduínským osídlením. Podchází těleso dálnice číslo 80 a ústí zleva do vádí Nachal Malchata.